# Лондон (Онтаріо)
 Лондон  (англ. London) — місто, розташоване в провінції Онтаріо у Канаді в графстві Міддлесекс. Населення міста складає 366 151 осіб згідно з переписом населення Канади 2011 року. Лондон роташований місці злиття несудохідних річок Темзи та Північної Темзи, приблизно на півдорозі між Торонто, Онтаріо і Детройтом, штат Мічиган. Місто Лондон є відокремленим муніципалітетом, окремо від графства Міддлесекс, хоча воно лежить в межах цього графства.
Лондон і Темза були названі в 1793 році Джоном Грейвз Сімко, який запропонував місце для столиці Верхньої Канади. Перше європейське поселення між 1801 і 1804рр було засновано Пітером Хенгерманом. Село було засновано в 1826 році і стало муніципалітетом в 1855. Відтоді Лондон перетворився в найбільший муніципалітет Південно-Західного Онтаріо і 11-й за величиною муніципалітет Канади, приєднавши багато невеликих громад, які оточували його.
Лондон є регіональним центром охорони здоров'я та освіти, тут розташований університет Західного Онтаріо, Фаншо коледж і кілька лікарень. У місті організовується низка музичних і художніх виставок і фестивалів, які вносять вклад в індустрію туризму, але його економічна діяльність зосереджена на освіті, медичних дослідженнях, страхуванні та інформаційних технологіях. Університет і лікарні Лондона є одними з найкращих 10 роботодавців. Лондон лежить на перетині шосе 401 і 402, що з'єднують його з Торонто, Віндзором і Сарнією. Крім того, є міжнародний аеропорт, залізничний вокзал і автовокзал.
У Лондоні розташовані Канадські штаб-квартири:
- Дженерал Дайнемікс Ленд Системз (англ. General Dynamics)
- Компанія «3M» (англ. 3M)
- Компанія «Келлоґ» (англ. Kellogg Company)

## Демографія

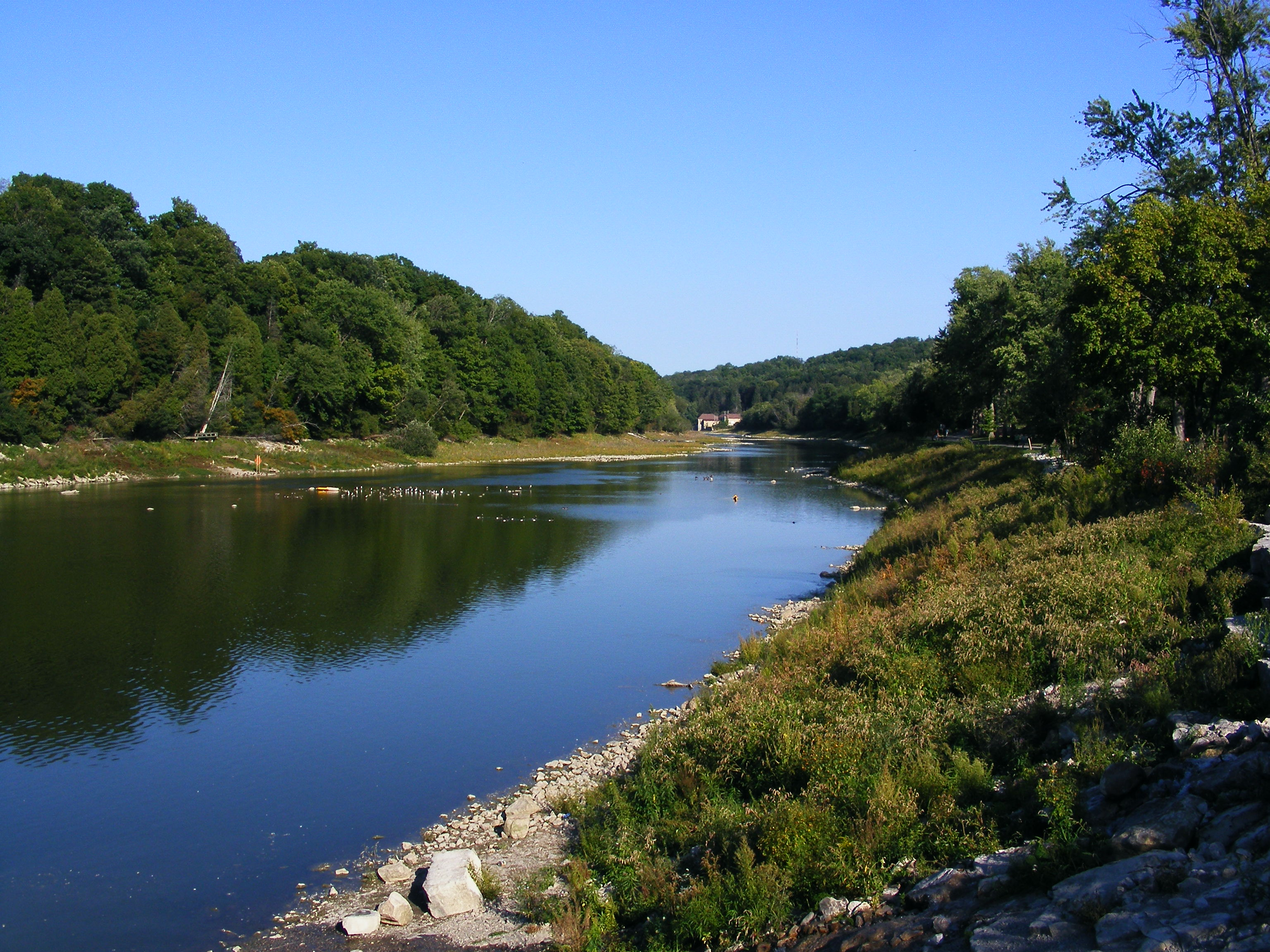
Річка Темза в парку Спрінгбанк.

За даними перепису 2011 року в місті Лондон мешкало 366,151 осіб, на 3,9 % більше показника 2006 року. Діти до 5 років складали близько 5,2 % постійного населення Лондона. Частка постійного населення в Лондоні пенсійного віку (65 років і старше) становить 13,7 %, що є середнім показником для Канади загалом. Середній вік становить 38,2 років проти 39,9 років для всієї Канади. У період з 2006 по 2011 рік, населення Лондона зросло на 3,7 % проти 5,7 % в Онтаріо загалом.
За даними перепису 2011 року, більшість лондонців сповідують християнство, на частку якого припадає 62,8 % населення (католики: 27,0 %, протестанти: 25,0 %, інші християни: 9,0 %). Інші релігії включають іслам (4,4 %), буддизм (0,8 %), індуїзм (0,8 %), а також юдаїзм (0,5 %). 29,9 % населення повідомили про відсутність релігійної приналежності.
За даними перепису 2011 року, 82,0 % населення Лондона є представниками європеоїдної раси, 2,7 % є латино-американцями, 2,6 % — араби, 2,4 % — чорношкірими, 2,2 % — вихідцями з Південної Азії, 2,0 % — канадцями китайського, 1,9 % — аборигенами, 1,0 % — вихідцями Південно-Східної Азії, 0,8 % — Західної Азії, 0,8 % — канадцями корейського походження, 0,6 % — філіппінцями і 0,7 % належать до інших груп. Згідно з переписом 2011 року, домінуючі етнічні групи лондонців були англійці (30,5 %), канадці (26,0 %), шотландці (20,8 %), ірландці (20,3 %), німці (11,5 %), французи (10,1 %), голландці (6,2 %), італійці (4,7 %), поляки (4,4 %), португальці (2,8 %), і українці (2,5 %)
| Етнічні групи, 2001                    | Етнічні групи, 2001 |
| -------------------------------------- | ------------------- |
| Етнічні групи                          | Відсоток            |
| Англійці                               | 31.9 %              |
| Канадці                                | 31.8 %              |
| Шотландці                              | 21.6 %              |
| Ірландці                               | 19.1 %              |
| Німці                                  | 10.6 %              |
| Французи                               | 9.2 %               |
| Данці                                  | 5.8 %               |
| Італійці                               | 4.6 %               |
| Поляки                                 | 4.4 %               |
| Португальці                            | 2.5 %               |
| Українці                               | 2.4 %               |
| деякі особи включені в кілька розділів |                     |

## Відпочинок

### Парки
У Лондоні дуже багато мальовничих парків, які щорічно відвідує близько мільйона осіб. Найвідомішим є парк Спрінґбанк на річці Темза і парк Вікторія, де щорічно організовуються різноманітні фестивалі тощо.

## Міста-побратими
- Нанкін, КНР
- Лондон, Велика Британія

## Відомі люди
- Джек Ворнер (1892—1978) — американський продюсер і кіномагнат
- Віктор Ґарбер (*1949) — канадський актор театру, кіно та телебачення, і співак
- Райан Гослінг

## Особливості
- Університет Вестерн-Онтаріо